# Churchs Ferry
Churchs Ferry is een plaats (city) in de Amerikaanse staat North Dakota, en valt bestuurlijk gezien onder Ramsey County.

## Demografie
Bij de volkstelling in 2000 werd het aantal inwoners vastgesteld op 77.
In 2006 is het aantal inwoners door het United States Census Bureau geschat op 71, een daling van 6 (-7,8%).

## Geografie
Volgens het United States Census Bureau beslaat de plaats een oppervlakte van
1,1 km², geheel bestaande uit land. Churchs Ferry ligt op ongeveer 442 m boven zeeniveau.

## Plaatsen in de nabije omgeving
De onderstaande figuur toont nabijgelegen plaatsen in een straal van 28 km rond Churchs Ferry.